# Лозаннский камерный оркестр
Лозаннский камерный оркестр (фр. L'Orchestre de Chambre de Lausanne) — швейцарский камерный оркестр, базирующийся в Лозанне.
Был основан в 1942 г. скрипачом и дирижёром Виктором Дезарзаном, возглавлявшим его на протяжении 30 лет. Считается одним из наиболее заметных камерных коллективов Европы. При поддержке Радио Романской Швейцарии, своего постоянного партнёра, оркестр осуществил более 250 записей, многие его концерты транслируются в Интернете.

## Музыкальные руководители
- Виктор Дезарзан (1942—1972)
- Армин Йордан (1973—1985)
- Лоуренс Фостер (1985—1990)
- Хесус Лопес Кобос (1990—2000)
- Кристиан Закариас (c 2000)